# Stenbjerg Sogn
Stenbjerg Sogn er et sogn i Sydthy Provsti (Aalborg Stift).
Stenbjerg Kirke blev i 1895 indviet som filialkirke til Nørhå Kirke. Stenbjerg blev så et kirkedistrikt i Nørhå Sogn, der hørte til Hundborg Herred i Thisted Amt. Snedsted-Nørhå sognekommune inkl. kirkedistriktet blev ved kommunalreformen i 1970 indlemmet i Thisted Kommune.
Da kirkedistrikterne blev nedlagt 1. oktober 2010, blev Stenbjerg Kirkedistrikt udskilt som det selvstændige Stenbjerg Sogn.
Stednavne, se Nørhå Sogn.